# 개복숭아
개복숭아는 장미과의 식물이다. 높이는 최대 9m이다. 어린 가지는 휘두르고 곧게 서며 매끈하다. 잎은 짙은 녹색이고 털이 없는 잎은 피침형 좁은 난형이며 길이는 5~12cm이다. 잎 끝은 길고 가늘며 끝으로 갈수록 가늘어진다. 잎 가장자리는 미세하게 톱니 모양이다. 잎자루는 선 모양이다. 꽃은 2월에 핀다. 꽃의 너비는 2.5cm이고 색깔은 흰색 또는 옅은 분홍색에서 분홍색까지 다양하다. 꽃자루는 매우 짧다. 열매는 노란색이고 털이 있다. 